# Pegase (groupe)
Pour les articles homonymes, voir pégase.
Pegase, ou Pégase selon les sources, est un groupe de pop électronique français, originaire de Nantes, en Loire-Atlantique.

## Biographie
Auparavant membre du groupe Minitel Rose, Raphaël d'Hervez commence à enregistrer des chansons en solo sous le nom de Pegase. « C’est un projet solo sur lequel je travaille depuis longtemps, que j’ai toujours eu en tête. J’ai réellement commencé en 2009 à mettre un nom dessus. D’ailleurs « Pegase » s’est imposé à moi comme une évidence », explique-t-il. Il publie Without Reasons, un premier EP, en avril 2012 suivi en novembre de la même année d'un deuxième, Dreaming Legend et d'une prestation aux Transmusicales de Rennes. L'album est lancé par le label Futur Records, dont il est cofondateur, et distribué par Sony Music.
En 2013, il se produit au Pitchfork Music Festival de Paris. Un premier album homonyme voit le jour en 2014, année pendant laquelle le groupe est lauréat du Prix Deezer Adami.
En 2015, Ana Benabdelkarim, 19 ans, rejoint comme chanteuse, bassiste et claviériste, le groupe Pégase. En 2018, elle se lance en solo sous le pseudonyme Silly Boy Blue, avec son premier EP But You Will. Elle est nommée aux victoires de la musique 2022 avec son projet solo .
En 2016 sort Another World, le deuxième album. De cet album est extrait le single Well Bell, sorti en un clip réalisé par Anthony Poulon. Beaucoup de musiciens de la scène nantaise ont joué dans le groupe, on y retrouve Voyou ou encore Lenparrot.
Le 27 janvier 2017, la chanson Be Wild est diffusée dans l'espace par Thomas Pesquet à bord de la station spatiale internationale. À partir de 2018, Raphaël d'Hervez produit beaucoup d'artistes dont l'artiste angolaise Pongo .

## Discographie

### Albums studio
- 2014 : Pegase (Futur / A+LSO / Sony Music)

1. The Bad Side of Love
2. Gold to Share
3. Ladybug
4. Loulou
5. Out of Range
6. Old Idol
7. Without Reasons
8. Blamed
9. Monkey
10. Creatures
11. Dreaming Legend
12. Diana

- 2016 : Another World (Futur / A+LSO / Sony Music)

1. The Black Snow
2. Be Wild
3. Same Flame
4. Well Bell (Fire Walk With Me)
5. The One Who Is Okay
6. Cyann
7. Another World
8. Kids
9. Double Rainbow
10. Diana II